# Stefán Rafn Sigurmannsson
Stefán Rafn Sigurmansson (19. svibnja 1990.), islandski rukometni reprezentativac. Sudjelovao na svjetskom prvenstvu 2019. godine. 

## Vanjske poveznice
- (eng.) Scoresway  Arhivirana inačica izvorne stranice od 4. svibnja 2016. (Wayback Machine) Profil